# Військова медаль (Норвегія)
Військова медаль – військова державна нагорода Королівства Норвегія.

## Історія
Військова медаль була заснована королем Норвегії Гоконом VII 23 травня 1941 року для вручення норвезьким або іноземним військовим або цивільним особам, які брали активну участь у боротьбі за Норвегію в ході Другої світової війни. Медаль могла присуджуватись посмертно всім норвежцям і іноземцям, які воювали в збройних силах Норвегії або торговому флоті, і загинули на території Норвегії.
У 1951 році вручення медалі було припинено, проте у 1979 році королівським указом було визначено, що дана медаль повинна бути вручена норвезьким і іноземним морякам, які служили на норвезькому судноплавному і торговому флотах під час Другої світової війни протягом 18 місяців або на борту суден королівського військово-морського флоту.
У 2010 році вручення медалі було знову відновлено.
Медаль могла вручатся неодноразово, в цьому випадку на стрічку додавалася бронзова п'ятикутна зірка (до трьох одиниць).

## Опис
Медаль круглої форми з бронзи.
На аверсі профільний портрет монарха, що править королівством Норвегія. По колу написи: вгорі – ім'я правлячого монарха, внизу – девіз правлячого монарха.
На реверсі – вгорі по колу напис: «KRIGSMEDALJE»; внизу дві дубові гілки, над якими по боках дві королівські монограми.
У верхній частині медалі припаяна ланка у вигляді двох дубових гілочок, за допомогою яких медаль кріпиться до стрічки.
Стрічка медалі червоного кольору з чотирма жовтими смужками, бокові з яких трохи вужчі двох інших.